# João Garidas
João Garidas (em grego: Ἰωάννης Γαριδᾶς; romaniz.: Ioánnes Garidas; fl. 900-919) foi um oficial militar bizantino do século X, ativo durante o reinado do imperador Leão VI, o Sábio (r. 886–912), Alexandre (r. 912–913) e no período regencial (913–919) do jovem Constantino VII Porfirogênito (r. 913–959). Esteve envolvido na prisão do comandante da guarda imperial Nicolau Zautzes e lutou contra Constantino Ducas durante sua tentativa de usurpação do trono. Em 914, tornar-se-ia heteriarca e por 917 participou, ao lado de Leão Focas, o Velho, de uma expedição contra o Primeiro Império Búlgaro, onde seria derrotado. Em 919, foi nomeado por Constantino VII como doméstico das escolas, mas por receio de poder ser morto, passou a apoiar a ascensão de Romano I Lecapeno (r. 920–944).

## Vida

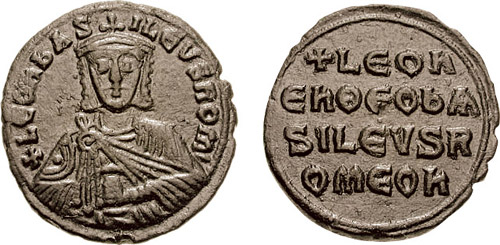
Fólis de r.

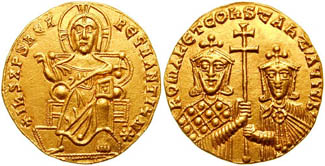
Soldo de r. e r.

João Garidas é mencionado pela primeira vez em 900, durante o reinado de Leão VI, o Sábio (r. 886–912). Naquele tempo, era provavelmente um membro da guarda imperial, o Heteria, e foi encarregado com a prisão do comandante da guarda (heteriarca), Nicolau Zautzes, cujo filho, Basílio, tinha liderado uma conspiração falha contra o imperador. Durante a tentativa de conspiração do general Constantino Ducas em 6 de junho de 913, ele permaneceu leal ao jovem Constantino VII Porfirogênito (r. 913–949) e foi aquele que matou, segundo a Vida de Eutímio, Gregório, o filho de Constantino Ducas. Por este tempo, ele já mantinha a posição sênior de patrício.
Em 914, ele foi nomeado ao posto de heteriarca pela imperatriz viúva e regente Zoé Carbonopsina após seu predecessor, Teofilacto Domícino, estar envolvido em uma conspiração para tomar o torno. No outono/inverno de 917, ainda como heteriarca, Garidas tomou parte na campanha contra os búlgaros sob o doméstico das escolas Leão Focas, o Velho. Leão Focas já havia sofrido uma pesada derrota na batalha de Anquíalo (917), em cujo rescaldo os búlgaros invadiram os domínios bizantinos na Trácia. A campanha terminou em outra derrota pesada bizantina na Batalha de Catasirtas, quando os búlgaros lançaram um ataque noturno surpresa no acampamento bizantino e dispersaram o exército imperial. Garidas e Leão Focas escaparam por pouco com alguns homens, e procuraram refúgio atrás das muralhas de Constantinopla.
No começo de 919, Constantino VII e o patriarca de Constantinopla Nicolau I Místico derrubaram Zoé como regente. Como eles temeram uma possível usurpação de Leão Focas, demitiram-o do domesticado e nomearam Garidas, agora um magistro, em seu lugar. Garidas concordou, sob a condição que seu filho Simeão e seu cunhado Teodoro Zefinezer seriam nomeados como comandantes adjuntos da Heteria, algo que efetivamente daria a Garidas controle sobre o governo imperial. O imperador e o patriarca concordaram, mas tão logo quando Garidas deixou o palácio para retornar para sua residência, eles expulsaram Simeão e Teodoro. Como resultado, Garidas, temeroso de sua própria vida, virou-se para o almirante Romano Lecapeno, e tornou-se seu apoiante. Lecapeno agora emergiu como um forte candidato ao trono, e numa série de movimentos, assegurou o controle do governo imperial, neutralizou Leão Focas, e adquiriu promoções, primeiro para basileopátor e finalmente como coimperador sênior em 17 de dezembro de 919.